# Aegidius van Braam
Aegidius van Braam (Gorinchem, 30 juli 1758 - Delft, 17 mei 1822) was een Nederlandse zeeofficier die de rang van viceadmiraal bereikte. Tijdens de Franse tijd bleef hij trouw aan de Oranjes. Hij vluchtte naar Engeland en werd in 1803 bij verstek veroordeeld. In 1814 werd hij door koning Willem I gerepatrieerd en in de adel verheven als jonkheer.

## Loopbaan

### Patriottentijd
In 1787, tijdens het conflict tussen de patriotten en stadhouder Willem V, was hij luitenant van kapitein Tulleken van de kotter Salamander, die voor Texel lag. Tulleken werd gearresteerd door de Staten van Holland omdat hij trouw bleef aan de stadhouder, weigerde de bevelen van de Staten van Holland uit te voeren en zijn bemanning tot oproer zou hebben opgeroepen. Van Braam protesteerde tegen de arrestatie van zijn kapitein en eiste zijn loslating, waarop hij zelf gearresteerd werd. Van Braam werd ontslagen maar, na het herstel van de stadhouder door Pruisische troepen later dat jaar, weer hersteld en bevorderd tot kapitein van de Argo, een oorlogsschip met 36 kanonnen.

### Vlieter-incident
Na de omwenteling van 1795, waarbij de oude republiek vervangen werd door de Bataafse Republiek, verlieten een aantal oranjegezinde officieren de vloot, onder wie Van Braam. In 1798 trad hij echter weer in dienst.
In 1799 had hij het bevel over de Leyden, een linieschip van 64 stukken. Het schip maakte deel uit van een eskader bij Texel dat een troepenmacht van 5000 man onder commando van generaal Daendels naar Java zou escorteren. Een andere Oranjegezinde zeeofficier die bij het uitroepen van de Bataafse Republiek in 1795 de vloot had verlaten, Carel Hendrik Ver Huell, nam contact op met Van Braam en een andere kapitein, Theodorus Frederik van Capellen. Ver Huell stelde voor dat ze een muiterij zouden organiseren aan boord van de schepen van het eskader. Tegelijkertijd viel een Brits-Russische troepenmacht Noord-Holland binnen (zie verder Brits-Russische expeditie naar Noord-Holland).
De bemanningsleden van de Bataafse oorlogsschepen konden in de verte de oranje vlaggen zien die waren uitgestoken op de forten en kerktoren van Den Helder, en er brak muiterij uit onder de bemanning van een aantal schepen, waaronder Van Braams schip, de Leyden. Van Braam gaf later toe dat hij makkelijk de muiterij de kop had in kunnen drukken, maar hij deed met opzet niets. Wel lichtte hij zijn bevelhebber, schout-bij-nacht Story, in over de "gevaarlijke situatie" op de andere schepen van zijn vloot.
Geconfronteerd met een Brits ultimatum en de muiterij aan boord van zijn schepen, gaf Story zich op 30 augustus 1799 met zijn eskader over aan de Britten. De capitulatie was de genadeslag voor de Nederlandse vloot, die daarna geen verdere rol van betekenis meer zou spelen in de Franse revolutionaire en napoleontische oorlogen.
Van Braam, Story en andere officieren werden krijgsgevangengenomen door de Britten en meegenomen naar Engeland. Na de Vrede van Amiens in 1802 kwamen ze vrij, maar keerden niet terug naar Nederland, en in 1803 werden ze bij verstek veroordeeld voor plichtsverzuim, lafheid en ontrouw. De rechtbank veroordeelde ze ook voor meineed (omdat ze zich niet aan de door hen gezworen eed van trouw zouden hebben gehouden). Ze kregen oneervol ontslag en werden voor het leven uit Nederland verbannen, op straffe van executie (in het geval van Van Braam door een vuurpeloton).

### Na de Franse tijd
In 1814, bij het herstel van de Oranjes en het uitroepen van het Verenigd Koninkrijk der Nederlanden, keerden Van Braam en de andere nog in leven zijnde officieren terug naar Nederland en werden in eer en rang hersteld door koning Willem I. Op 1 juli 1814 werd hij bevorderd tot de rang van viceadmiraal, en op 8 juli 1816 werd hij verheven in de adelstand als jonkheer; deze verheffing viel door niet lichten maar in 1821 werd hem vergund alsnog zijn adelsdiploma te lichten, wat gebeurde, en de verheffing van kracht werd. Ook werd hij benoemd tot ridder 3e klasse van de Militaire Willems-Orde en ridder grootkruis van de Spaanse Orde van Karel III, en werd hij versierd met de medaille van de Doggersbank.
In 1815 had hij het bevel over een eskader dat vanuit Vlissingen naar Suriname zeilde. In 1817 vertrok hij met het fregat de Frederica Sophia Wilhelmina naar de Middellandse Zee om van vice-admiraal Theodorus Frederik van Capellen het commando over te nemen van het eskader dat een jaar eerder had deelgenomen aan de bombardementen op Algiers. Later had hij waarschijnlijk het bevel over een eskader in West-Indië (het Caraïbisch gebied). In 1822 beëindigde hij zijn loopbaan en stierf kort daarna.

## Leven
Aegidius van Braam werd geboren als lid van het geslacht Van Braam in de Zuid-Hollandse stad Gorinchem als zoon van Everhardus van Braam (1736-1812) en diens eerste vrouw Aletta van der Sleijden (1729-1767). Hij vertrok naar Amsterdam en trad in 1783 in dienst van de Nederlandse vloot als officier.
Van Braam woonde een groot deel van zijn leven in Delft, in een deftig huis aan de Oude Delft, op de hoek met de Nickersteeg (huisnummer 73, nu 36). Hij trouwde op 12 maart 1783 met Sophie Thierens (1767-1825). Na zijn dood werd Van Braam begraven in een nis in de Nieuwe Kerk van Delft.
Zijn zoons werden ook zeeofficier. Aegidius van Braam heeft nakomelingen met de naam Van Braam via de niet geadelde tak; de laatste adellijke Van Braam stierf in 1939.